# Timothy Stevens
Timothy Stevens (Sint-Truiden, 26 de marzo de 1989) es un ciclista belga.

## Palmarés
2010
- De Drie Zustersteden

2011
- De Drie Zustersteden

2012
- Dwars door het Hageland

2017
- Memorial Arno Wallaard

2018
- De Kustpijl Heist[1]